# バイノーチ・ヨージェフ
バイノーチ・ヨージェフ（Bajnóczy József D.、1888年 - 1977年）は、ハンガリーの軍人。大将。
第一次世界大戦に従軍し、戦後、ハンガリー軍に入隊。1923年、駐ソフィア駐在武官。1928年～1929年、参謀本部アカデミー総監。1929年から国防省第7局第3班長。1933年～1936年、国防省第6作戦局長。1936年、第6混成旅団長に任命。1938年から将校訓練主任。1939年8月、第6軍団長に任命。
1941年11月、参謀次長兼副総司令官。ホルティ・ミクローシュの個人的信頼を得て、1943年から国防次官を兼任。ドイツ軍によるハンガリー占領とホルティ体制崩壊後、全てのポストを剥奪された。